# Strahinja Eraković
Strahinja Eraković (serbisch-kyrillisch Страхиња Ераковић; * 22. Januar 2001 in Batajnica) ist ein serbischer Fußballspieler.

## Karriere

### Verein
Aus der Jugend von Roter Stern Belgrad kommend durchlief er hier alle Jugendstationen und wechselte dann zur Saison 2020/21 fest in den Kader der ersten Mannschaft. Zuvor war er noch in er Spielzeit 2019/20 von der U19 aus an Grafičar Belgrad verliehen, wo er in der zweitklassigen Prva Liga auch schon 21 Einsätze sowie zwei Tore erreichte. Sein Debüt für die erste Mannschaft von Roter Stern hatte er dann in der Liga direkt am 1. Spieltag bei einem 3:0-Sieg über FK Novi Pazar, wo er auch gleich über 90 Minuten auf dem Platz stand.
In der Saison 2020/21 kam er zu 13 von 38 möglichen Ligaspielen sowie zu zwei Spielen im Pokal und vier in der Europa League. Ab Mitte 
Februar 2021 fiel er bis Saisonende mit einer Mittelfußprellung aus. In der nächsten Saison waren es 33 von 37 möglichen Ligaspielen sowie wieder zwei Pokalspiele und sechs Spiele in der Europa League. Auch in der nächsten Saison waren es 33 von 37 möglichen Ligaspielen. Dazu kamen vier Pokalspiele und zehn Spiele im Europapokal. 
In jeder der drei Spielzeiten gewann er das Double aus serbischer Meisterschaft und Pokalsieg.
Mitte Juli 2023 wechselte er zum russischen Erstligisten Zenit St. Petersburg, bei dem er einen Vertrag mit vierjähriger Laufzeit mit einer Verlängerungsoption um ein weiteres Jahr unterschrieb.

### Nationalmannschaft
Sein Debüt in der serbischen Nationalmannschaft hatte er am 2. Juni 2022 bei einer 0:1-Niederlage gegen Norwegen in der UEFA Nations League. Hier wurde er in der 75. Minute für Miloš Veljković eingewechselt. Danach wurde er am 18. November des Jahres nochmal am 18. November bei einem 5:1-Freundschaftsspiel gegen den Bahrain eingesetzt.
Auch wurde er für den Kader der Mannschaft bei der Weltmeisterschaft 2022 nominiert, kam aber beim Turnier zu keinem Einsatz.
Es folgten weitere Einsätze bei Freundschaftsspielen und Qualifikationsspielen zur Europameisterschaft 2024.

## Erfolge
- Serbischer Meister: 2020/21, 2021/22, 2022/23
- Serbischer Pokalsieger: 2020/21, 2021/22, 2022/23